# میوسن پسین
| سامانه   | ردیف     | اشکوب      | میلیون سال پیش |
| -------- | -------- | ---------- | -------------- |
| کواترنری | پلیستوسن | گالئاسین   | → پس از آن     |
| نئوژن    | پلیوسن   | پیاچنزین   | ۲٫۵۸۸–۳٫۶۰۰    |
| نئوژن    | پلیوسن   | زانکلین    | ۳٫۶۰۰–۵٫۳۳۲    |
| نئوژن    | میوسن    | مسینین     | ۵٫۳۳۲–۷٫۲۴۶    |
| نئوژن    | میوسن    | تورتونین   | ۷٫۲۴۶–۱۱٫۶۰۸   |
| نئوژن    | میوسن    | سراوالین   | ۱۱٫۶۰۸–۱۳٫۶۵   |
| نئوژن    | میوسن    | لانگین     | ۱۳٫۶۵–۱۵٫۹۷    |
| نئوژن    | میوسن    | بوردیگالین | ۱۵٫۹۷–۲۰٫۴۳    |
| نئوژن    | میوسن    | آکوئیتانین | ۲۰٫۴۳–۲۳٫۰۳    |
| پالئوژن  | الیگوسن  | چاتین      | → پیش از آن    |

میوسن پسین (انگلیسی: Late Miocene) یا میوسن بالایی (انگلیسی: Upper Miocene) زیراشکوبی از دور میوسن است که از دو اشکوب تورتونین و مسینین تشکیل شده است.
میوسن پسین از ۱۱٫۶۰۸ تا ۵٫۳۳۲ میلیون سال پیش به طول انجامید.